# Associazione Calcio Sangiovannese 1927
Associazione Calcio Sangiovannese 1927 é um clube de futebol italiano da cidade de San Giovanni Valdarno que disputa a Série C1. Fundada em 1927 suas cores são o azul e o branco.